# Toby Smith
Toby J. Smith (Townsville, 10 ottobre 1988) è un ex rugbista a 15 australo-neozelandese, che giocava nel ruolo di pilone. A livello internazionale ha vestito per 6 volte la maglia dell'Australia, rappresentandola anche alla Coppa del Mondo di rugby 2015.

## Biografia
Nato a Kirwan, un sobborgo di Townsville, città australiana del Queensland, Toby Smith è figlio di genitori neozelandesi trasferitisi sull'altra sponda del Mar di Tasman per lavoro; tornata in patria nel 1990, la famiglia tenne sempre saldi legami con l'Australia.
Lo stesso Toby Smith ha la doppia cittadinanza australiana e neozelandese.
Formatosi rugbisticamente nella provincia di Waikato, con essa esordì nel campionato neozelandese nel 2008; studente all'Università di Waikato di Hamilton nel corso di laurea in direzione aziendale, rappresentò la Nuova Zelanda a livello U-20, vincendo il mondiale giovanile 2008 in Galles.
Nel 2010 debuttò negli Chiefs, la franchise di Super Rugby cui Waikato afferisce, e con tale squadra si laureò due anni consecutivi campione del torneo SANZAR, nel 2012 e 2013.
Ancora senza presenze internazionali ufficiali, nel 2015, per avere la possibilità di giocare per l'Australia, si trasferì ai Melbourne Rebels con un contratto triennale.
Al termine della prima stagione e senza ancora avere debuttato per l'Australia fu convocato dal C.T. della Nazionale australiana Michael Cheika nella rosa alla Coppa del Mondo di rugby 2015, ed esordì a Chicago il 3 settembre per un test match di preparazione alla Coppa contro gli Stati Uniti.
Nel corso della competizione mondiale fece parte della squadra che giunse fino alla finale poi persa contro la Nuova Zelanda.
Dopo la competizione fu invitato nei Barbarians assieme ad alcuni suoi connazionali per un incontro di fine anno a Twickenham contro l'Argentina.

## Palmarès
- Super Rugby: 2
Chiefs: 2012, 2013